# Stade de la Licorne
Stade de la Licorne – stadion piłkarski w Amiens, we Francji. 

## Charakterystyka
Został otwarty w 1999 roku. Obiekt może pomieścić 12 097 widzów. Swoje spotkania rozgrywają na nim piłkarze klubu Amiens SC.